# Municipio de Westfield (Pensilvania)
El municipio de Westfield (en inglés: Westfield Township) es un municipio ubicado en el condado de Tioga en el estado estadounidense de Pensilvania. En el año 2000 tenía una población de 849 habitantes y una densidad poblacional de 13 personas por km².

## Geografía
El municipio de Westfield se encuentra ubicado en las coordenadas 41°54′00″N 77°31′59″O / 41.90000, -77.53306.

## Demografía
Según la Oficina del Censo en 2000 los ingresos medios por hogar en la localidad eran de $32,500 y los ingresos medios por familia eran $33,421. Los hombres tenían unos ingresos medios de $30,125 frente a los $21,875 para las mujeres. La renta per cápita para la localidad era de $13,506. Alrededor del 15,7% de la población estaban por debajo del umbral de pobreza.